# Какатоїс буроголовий
Какатоїс буроголовий (Calyptorhynchus lathami) — вид папугоподібних птахів родини какадових (Cacatuidae).

## Поширення
Ендемік Австралії. Поширений в Квінсленді, Новому Південному Уельсі, Вікторії та на острові Кенгуру. Живе у відкритих евкаліптових лісах.

## Опис
Тіло завдовжки до 48 см, вага близько 600 г. Голова, нижня сторона тіла і боки коричневого кольору. Спина і крила темно-коричневі. У самців на хвості зверху йде поздовжня смуга червоного кольору, а нижня сторона хвоста теж червона. Самиці менші за розмірами, мають жовті пір'я на голові та крилах і жовту смугу на хвості. Очне кільце чорне. Очі карі. Лапи сірі. Дзьоб темний.

## Поведінка
Трапляється зграями. Живиться насінням, плодами, ягодами, квітами, комахами, хробаками. Гніздо облаштовує у дуплі високого дерева.

## Підвиди
- Calyptorhynchus lathami erebus Schodde & I. J. Mason, 1993
- Calyptorhynchus lathami halmaturinus Mathews, 1912
- Calyptorhynchus lathami lathami (Temminck, 1807)